# تحمل مسؤولية الذنب
يرتكز المبدئ القانوني لمفهوم تحمل مسؤولية الذنب على أن الفرد يتحمل المسؤولية القانونية لجريمة فرد آخر بسبب تورطه في الجريمة تم تخطيط لها سويةً.

## حالات تحمل مسؤولية الذنب
لم تختفِ فكرة إلقاء اللوم على شخص في غياب حجة تحمله لمسؤولية الذنب الكاملة، وذلك بسبب أنه له ضلع في الجريمة، بل قد قامت المحاكم بتطوير المبدئ الذي يحمل صاحب العمل مسؤولية الأفعال الموظفين وتقصيرهم في أداء الواجب وذلك إذا قام الموظف بارتكاب الجريمة في وقت عمله وكان يمكن لصاحب العمل من السيطرة على الموظف في كيفية تنفيذ واجباته بما أنه يفوقه مرتبة (Respondeat Superior). وتم تسليم هذه الحالات التي تقع فيها تحمل مسؤولية الذنب على الأساسات التالية:  
- ممارسة حق السيطرة:  إذا كانت العقوبات زاجرة كفاية، يفترض أن أصحاب الأعمال العقلاء سيتخذون الإجراءات الأزمة التي تجعل الموظفين يتفادون إيذاء الطرف الثالث. ومن جهة آخرى، يمكن أن يعتمد أصحاب الأعمال على متعاقدين مستقلين في العمليات الخطيرة.
- توزيع وانتشار المخاطر: يفضل الجميع فرض ثمن (التعويض) للعمل الذي ارتبط به الشخص وحتى لم تكن توجد درجة لهذا العمل وليس فرضها على الشخص الذي عانى من إصابات أو خسائر. كما أن هذا المبدأ يعرف في بعض الأحيان باسم مبرر «الجيب العميق» (deep pocket)، أي الشركة أو الشخص الذي يملك أموالاً طائلة تتم محاكمتهم بدلاً من الجاني الحقيقي الذي يكون مجرد عبد مأمور لهؤلاء الأثرياء الفاحشين بجيوب ممتلئة.
- إدراج التكاليف الاجتماعية للأنشطة: يقوم صاحب العمل عادة (ولكن ليس دائما) بتعويض تكلفة الضرر أو الخسارة للزبائن والعملاء. ونتيجة لذلك، فإن تكلفة خاصة للمنتج أو الخدمة ستعكس على نحو أفضل في تكلفته الاجتماعية.

## نظرية تحمل مسؤولية الذنب الحديثة
ترتكز القاعدة العامة في القانون الجنائي على أنه لا يؤخذ بتحمل مسؤولية الذنب. وهذا يعكس أن المبدئ العام لجريمة يتكون من الفعل المذنب (باللاتينية: Actus Reus)  والعقل المذنب (باللاتينية: Mens Rea) معاً، ولا يتم إدانة المتهم  إلا أن يكون له صلة مباشرة للجريمة وتحقق العنصرين في وقت ذاته، وهذا ما يسمى بالتزامن. ولكن الممارسة القانونية التي تجعل من فرد ما يتحمل ذنب فرد آخر ارتكب الجريمة هي حالة مستثنية وليست قاعدة في القانون الجنائي.

### تحمل مسؤولية الذنب في القانون الإنجليزي
ويأتي الفرق الأساسي في تفسيرات تشريعية في القانون الإنجليزي بأن كلمة «الفعل» المستخدمة تحدد كيفية العمل التي تم بها، وهو الممثل في الفعل المذنب بكلتا حالتيه: الفعل المادي الذي قام بها الموظف، والاستجابة القانونية التي قام بها صاحب العمل. فعلى سبيل المثال، يكون الفعل الجسدي أو المادي في قيادة السيارة بلا منازع هو الشخص الذي يجلس خلف المقبض ويقودها بنفسه. بينما يعتبر أخذ البائع ثمن لقاء المنتجات التي تم شرائها الفعل المادي لعملية البيع. وحتى يتم بيع هذه المنتجات، لابد أن يأمن صاحب المنتجات شرعية قانونية لها. ففي حالة عدم امتثال الزبون لدفعها، يكون قد ارتكب جريمة السرقة المتمثلة في الفعل المذنب. فتجد أن المالك يبيع المنتجات في الوقت ذاته الذي يستلم فيه الموظف (البائع) المال. ونقيس على ذلك، يحق لصاحب الحقوق أن يمتلك رخصة تجيز أو تسمح لفرد بممارسة العمل أياً كان نوعه، ولايمكن أن يكون قانونياً بطريقة أخرى. فقد تكون لأفعال «يمتلك» و«يسيطر» و«يمارس» دلالات مزدوجة اعتماداً على السياق المذكور فيه. معظم هذه الأفعال تدخل في حيز فرض المسؤولية الصارمة والمخالفات الرادعة في حال تعدي على قانونية هذه الأفعال، ولكن في الأساس يتم فرض العقوبات على أنشطة عديدة مخالفة لقانون في مجالي الأعمال التجارية والبيئة التجارية.

### تحمل مسؤولية الذنب في القانون الأمريكي
تطبق عامةً على الجرائم التي لا تتطلب إلى النية الجنائية كالتي تؤثر على سلامة العامة ورخائها، ولكنها لا تستلزم فرض عقوبة السجن. والأساس أن معظم القضايا تأخذ بعين الاعتبار المصلحة العامة أكثر من المصلحة الخاصة، لذا وجود فكرة تحمل مسؤولية الذنب تساهم بالردع أو تنشأ المحفزات التي تجعل من أصحاب الأعمال أن يضعوا قوانين أكثر صرامة ويتابعوا عن كثب. وعلى سبيل المثال، في قضية «الصالح العام ضد كسزوارا» في بنسيلفانيا سنة 1959 المعروفة ب"Commonwealth v. Koczwara" كان المدعي عليه يحمل رخصة لبيع الكحول في الحانة، والذي وُجد أنه تم بيع الكحول للقاصرين فيها، وأصبحت هذه الجريمة من ضمن تحمل المسؤولية الصارمة أو المطلقة عند إضافة عنصر تحمل مسؤولية الذنب إليها، وأيضاً بسبب الحاجة الملحة لحماية المستضعفين من المجتمع. والكلمات التي تعبر عن معاني التقصير مثل: «بمعرفته» أو «بإرادته» أو «بنيته» الحاضرة في بعض الجرائم تشير إلى نية تشريعية تسمح بهذه الاحتمالات المذكورة في هذه الكلمات. وأيضاً قضية «ستابيلز ضد الولايات المتحدة» سنة 1994 المعروفة ب"Staples v United States" تمت إدانة المدعي عليه بتهمة حيازة سلاح رشاش غير مرخص، وكان عبارة عن سلاح ناري تم تطويره لقذف العيار الناري بسرعة أكبر، وهو انتهاك لقانون الأسلحة النارية الوطني. وقامت المحكمة العليا بإبطال القضية وإعادة النظر مجدداً فيها. ورجحت الأغلبية أنه لابد من معرفة المدعي عليه بطبيعة سلاحه من أجل إدانته. وتشير الآراء المختلفة إلى عدم معرفته بالتعديلات الحاصلة على سلاح رشاش لايمت صلة بالموضوع بسبب أن القوانين المشروعة في حيازة الأسلحة الخطيرة تضمن قوانين السلامة العامة، والتي يمكن تفسيرها بإقصاء شرط المعرفة، أيّ العقل المذنب. فبمجرد معرفة المدعي علية خطورة المنتج أو الأداء الذي يتعامل معه، فهذا يجعله مسؤولاً أمام العامة. ويتوجب عليهم  أن يعلموا أن الأنظمة الصارمة تطبق وأن مكتب كونغرس الأمريكي يحرص على وضع عبء الاتهام على المدعي عليه، ويضمن أن الأمر يتوقف تحت مسؤوليته الخاصة وإذا كانت فعلته ناجمة عن عدم اتباع القوانين.